# На пути к Ленину
«На пути к Ленину» — советско-немецкий художественный фильм по мотивам книги воспоминаний Альфреда Куреллы.

## Сюжет
Лето 1919 года. Возвращаясь из Советской России в Германию с бывшими военнопленными солдатами, немецкий коммунист-спартаковец Виктор Клейст вспоминает события последних 4 месяцев. В начале 1919 года в Мюнхене во время выступления на похоронном митинге Курта Айснера — министра Баварской советской республики, Виктора арестовывают по ложному обвинению в убийстве другого баварского министра. Клейсту удаётся бежать и добраться до Берлина, где он попадает в гнездо анархистов и дискутирует с ними. По заданию ушедшей в подполье Компартии он с товарищами Мартином и Жоржем пробирается со множеством приключений через Литву в Москву с письмами к Ленину. Здесь в ЦК комсомола ему предлагают принять участие в разработке программы для предстоящей Международной конференции социалистической молодёжи. В Москве он добивается встречи с Лениным и обсуждает план создания Коммунистического Интернационала молодёжи. Эта встреча определит всю дальнейшую жизнь немецкого революционера-коммуниста.

## В ролях
- Михаил Ульянов — Ленин
- Готфрид Рихтер — Виктор Клейст
- Гельмут Хабель — Мартин Шенцингер
- Лев Круглый — Жорж Горчаков
- Жанна Болотова — Лена Васильева
- Хайдемари Венцель — Лора Майснер
- Лев Дуров — Кузьма Сухарин, комиссар второй балтийской бригады
- Михаил Метёлкин — Коля Шкваркин, член ЦК комсомола
- Люсьена Овчинникова — Римма, секретарь ЦК комсомола
- Владимир Кузнецов — Лазарь Шацкин, секретарь ЦК по международным делам
- Анатолий Кузнецов — секретарь укома
- Глеб Стриженов — комиссар
- Геннадий Юхтин — лётчик
- Анатолий Азо — литовский крестьянин
- Дангуоле Баукайте — жена крестьянина
- Валентина Владимирова — дежурная в гостинице
- Георгий Тусузов — дирижёр в театре
- Юрий Стосков
- Инге Келлер — фрау фон Рётгер